# КНаПС Спорт
Каісс Національ де Пгевоянс Соіаль Спорт або просто КНаПС Спорт (фр. Caisse Nationale de Prévoyance Sociale Sport) — професіональний мадагаскарський футбольний клуб з міста Міарінаріву. 

## Історія
Клуб було засновано в місті Ітасі, в провінції Міарінаріву. КНаПС Спорт протягом своєї історії здобув 4 титули переможця чемпіонату Мадагаскару, 2 кубки та 1 суперкубки Мадагаскар, варто відзначити, що всі свої трофеї команда здобувала з 2010 року.
На міжнародному рівні, КНаПС Спорт взяв участь в 5-ох континентальних турнірах, де його найкращим результатом став виступ у першому раунді Лізі чемпіонів КАФ 2016 року, в якому він, щоправда, поступився клубу Відад з Марокко.

## Досягнення
- Ліга чемпіонів ТНБ:
  -  Чемпіон (5): 2010, 2013, 2014, 2015, 2016

- Кубок Мадагаскару:
  -  Володар (2): 2011, 2015

- Суперкубок Мадагаскару:
  -  Володар (1): 2010

## Статистика виступів на континентальних турнірах
| Сезон | Турнір             | Раунд      | Клуб               | Вдома | На виїзді | Загалом        |
| ----- | ------------------ | ---------- | ------------------ | ----- | --------- | -------------- |
| 2011  | Ліга чемпіонів КАФ | Попередній | Мотор Екшн         | 1-0   | 0-1       | 1-1 (3-4 пен.) |
| 2014  | Ліга чемпіонів КАФ | Попередній | Ліга Мусульмана    | 0-0   | 0-1       | 0-1            |
| 2015  | Ліга чемпіонів КАФ | Попередній | Гор Магія          | 3-2   | 0-1       | 3-3 (в.г.)     |
| 2016  | Ліга чемпіонів КАФ | Попередній | Гор Магія          | 1-0   | 2-1       | 3-1            |
| 2016  | Ліга чемпіонів КАФ | 1          | Відад (Касабланка) | 2-1   | 1-5       | 3-6            |